# ماثيو دريسكول
ماثيو دريسكول (بالإنجليزية: Matthew Driscoll)‏ هو مدرب كرة سلة أمريكي، ولد في 14 ديسمبر 1964 في بيتسبرغ في الولايات المتحدة.